# Euphaedra (Euphaedrana) alacris
Euphaedra (Euphaedrana) alacris es una especie de  Lepidoptera de la familia Nymphalidae, subfamilia Limenitidinae, tribu Adoliadini; pertenece al género Euphaedra, subgénero Euphaedrana.

## Localización
Esta especie de Lepidoptera se encuentra localizada en África central. 